# Chazarský slovník
Chazarský slovník (Hazarski rečnik, cyrilicí Хазарски речник) je román srbského spisovatele Milorada Paviće z roku 1984. Jedná se o postmoderní román ve formě fiktivního slovníku, obsahující přesně 100 000 slov.
Román je vlastně svodem mýtů, legend a vyprávění, pospojovaných, znovu rozdělených a okomentovaných, které se týkají národa Chazarů, žijícího kolem r. 1000 mezi Kaspickým a Černým mořem, o němž se nezachovaly téměř žádné informace. Slovník je koncipován jako rekonstrukce původního slovníku, který měl být vydán polským tiskařem Daubmannem v roce 1691 a poté zničen jezuity.
Slovník pojednává též o tzv. chazarské polemice, disputaci zástupců tří hlavních náboženství judaismu, křesťanství a islámu, které pozval chazarský chákán na svůj dvůr, aby přijal nejlepší z nabízených náboženství. Román je proto rozdělen do tří knih, a to červené (založené na křesťanských pramenech), zelené (založené na muslimských pramenech) a žluté (založené na židovských pramenech). Román vypráví o chazarské kultuře, náboženství a myšlení, o osobnostech této kultury, lidech souvisejících s příběhem chazarské polemiky a chazarským slovníkem. Některé z těchto osobností jsou fiktivní, jako například princezna Ateh, vůdkyně původní chazarské sekty lovců snů (rovněž smyšlené), některé, např. básník Jehuda Halevi nebo Konstantin Filosof, skutečné. Slovník je složité spojení mnoha fiktivních příběhů z různých období včetně současnosti (výzkumníci, bádající o chazarské otázce, jako je dr. Isajo Suk, lidé, jimž se zdá, že žijí v minulosti, jako je Avram Brankovič, či lidé související s napsáním původní verze slovníku), čímž se postmoderním způsobem rozplývá jednoznačnost vyznění. Autor se v úvodní poznámce obrací ke čtenáři a navrhuje mu, jak román číst.
Kniha vyšla ve verzi pro muže a pro ženy, na základě teorie, prezentované ve slovníku samotném, že muži a ženy čtou knihy jiným způsobem a knihy pro muže a pro ženy proto nemohou být stejné. Ve skutečnosti se ale obě verze liší pouze v jediném odstavci, a to v jedné pasáži hesla o dr. Dorotě Schulzové v židovské části slovníku.